# 시어 앤드루스
시어 앤드루스(Thea Andrews, 1973년 10월 4일 ~ )는 캐나다의 사회자, 언론인이다.